# 1798
1798 (MDCCXCVIII) var ett normalår som började en måndag i den gregorianska kalendern och ett normalår som började en fredag i den julianska kalendern.

## Händelser

### Januari
- 27 januari – Frankrike ockuperar Schweiz.[1]

### April
- 12 april – Helvetiska republiken grundas.[1]

### Maj

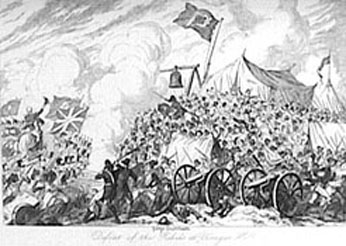
Irländska upproret

- 23 maj–23 september – Irländarna gör uppror.

### Augusti
- 1 augusti – Den franska flottan anfalls och tillintetgörs av den brittiska under Horatio Nelson i slaget vid Nilen utanför Abukir i Egypten.
- 17 augusti – Jean Baptiste Bernadotte gifter sig med Désirée Clary.

### November
- 8 november – Kapten John Fearn från Storbritannien upptäcker Pleasant Island.[2]

### Okänt datum
- USA och Frankrike utkämpar ett krig mellan varandras flottor utan krigsförklaring.[3]
- Östermyra bruk i Finland grundas.

## Födda

### Första kvartalet

#### Januari
- 5 januari – James Semple, amerikansk demokratisk politiker, jurist och diplomat, senator 1843–1847. (död 1866)
- 18 januari – Augustus Seymour Porter, amerikansk politiker, senator 1840–1845. (död 1872)
- 19 januari – Auguste Comte, fransk filosof, grundare av positivismen. (död 1857)
- 23 januari – Jonas Janzon, svensk präst, andlig vältalare och riksdagsman. (död 1885)

#### Februari
- 1 februari – Adolph Wilhelm Theodor Gøricke, dansk läkare och professor. (död 1885)

#### Mars
- 5 mars – Ingrid Klar, sista överlevande personen född på 1700-talet. (död 1902)
- 8 mars – Per Götrek, svensk bokhandlare. (död 1876)

### Andra kvartalet

#### April
- 26 april – Eugène Delacroix, fransk konstnär. (död 1863)

#### Maj
- 3 maj – Carl Sandberg, svensk arkivman, samlare av historiska handlingar. (död 1879)
- 12 maj – Alphonse Périn, fransk målare. (död 1874)

#### Juni
- 16 juni – Johan Henrik Thomander, svensk biskop, översättare och författare. (död 1865)

### Tredje kvartalet

#### Juli
- 3 juli – Karl Adolf, svensk prins, son till Karl XIII och Hedvig Elisabet Charlotta av Holstein-Gottorp. (död 10 juli 1798)
- 13 juli – Alexandra Feodorovna, rysk kejsarinna. (död 1860)

#### Augusti
- 2 augusti – Gabrio Casati, italiensk greve och politiker. (död 1874)

#### September
- 2 september – Thomas Holliday Hicks, amerikansk politiker, guvernör i Maryland 1858–1862, senator 1862–1865. (död 1865)
- 4 september – Albert Clinton Horton, amerikansk demokratisk politiker. (död 1865)
- 18 september – Edvard Bergenheim, ärkebiskop för Evangelisk-lutherska kyrkan i Finland 1850–1884. (död 1884)

### Fjärde kvartalet

#### Oktober
- 2 oktober – Théodore Guérin, fransk romersk-katolsk nunna, helgon. (död 1856)
- 12 oktober – Peter I av Brasilien, brasiliansk kejsare 1822–1831. (död 1834)
- 13 oktober – Herman Wilhelm Bissen, dansk skulptör. (död 1868)

#### November
- 3 november – James M. Mason, amerikansk demokratisk politiker, senator 1847–1861. (död 1871)
- 4 november – Bonaventura Carles Aribau, nykatalansk skald. (död 1862)
- 5 november – Carolina av Bägge Sicilierna, politiskt aktiv fransk prinsessa. (död 1870)

#### December
- 3 december – Alfred Iverson, amerikansk demokratisk politiker, senator 1855–1861. (död 1873)
- 4 december
  - Jules Dufaure, fransk politiker, Frankrikes tillförordnade president 30 januari 1879. (död 1881)
  - Mats Olof Andersson, svensk konstnär. (död 1870)
- 17 december – Julius Converse, amerikansk politiker, guvernör i Vermont 1872–1874. (död 1885)
- 20 december – John Wood, amerikansk republikansk politiker, guvernör i Illinois 1860–1861. (död 1880)
- 28 december – Thomas Henderson, brittisk astronom. (död 1844)

## Avlidna

### Första kvartalet

#### Januari
- 20 januari – Maria Kristina Kiellström, 53, förlagan till Bellmans Ulla Winblad.

#### Februari
- 12 februari – Stanisław II August Poniatowski, 66, kung av Polen och storfurste av Litauen 1764–1795.

#### Mars
- 9 mars – Sofia Dorothea av Brandenburg-Schwedt, 61, hertiginna av Württemberg.

### Andra kvartalet

#### April
- 11 april – Karl Wilhelm Ramler, 73, tysk författare och filosof.
- 12 april – Madeleine de Puisieux, 77, fransk författare och feminist.

#### Maj
- 12 maj – George Vancouver, 40, brittisk upptäcktsresande.

#### Juni
- 4 juni – Giacomo Casanova, 73, italiensk äventyrare och författare.
- 12 juni – Betsy Gray, irländsk rebell och hjältinna.
- 29 juni – Catharina Mulder, 75, nederländsk orangist.

### Tredje kvartalet

#### Juli
- 10 juli – Karl Adolf, svensk prins, son till Karl XIII och Hedvig Elisabet Charlotta av Holstein-Gottorp.

#### Augusti
- 11 augusti – Joshua Clayton, 54, amerikansk politiker.
- 15 augusti – Edward Waring, brittisk matematiker.

#### September
- 21 september – George Read, 65, amerikansk politiker.

### Fjärde kvartalet

#### Oktober
- 4 oktober – Antoine de Chézy, 80, fransk matematiker och ingenjör.

#### November
- 19 november – Innocenzo Spinazzi, 72, italiensk skulptör.

#### December
- 16 december – John Henry, 48, amerikansk politiker.

### Okänt datum
- Wang Cong'er, kinesisk upprorsledare.

### Fotnoter
1. 1 2  World Statesmen (läst 7 april 2011)
2. ↑  World Statesmen
3. ↑  USA:s militära insatser i utlandet Arkiverad 9 december 2013 hämtat från the Wayback Machine.